# Gmina Szulborze Wielkie
Die Gmina Szulborze Wielkie ist eine Landgemeinde im Powiat Ostrowski der Woiwodschaft Masowien in Polen. Ihr Sitz ist das gleichnamige Dorf.

## Gemeinde
Zur Landgemeinde Szulborze Wielkie gehören folgende 17 Ortschaften mit einem Schulzenamt:
- Brulino-Lipskie
- Godlewo-Gudosze
- Gostkowo
- Grędzice
- Helenowo
- Janczewo-Sukmanki
- Janczewo Wielkie
- Leśniewo
- Mianówek
- Słup
- Słup-Kolonia
- Smolewo-Parcele
- Smolewo-Wieś
- Szulborze Wielkie
- Świerże-Leśniewek
- Uścianek-Dębianka
- Zakrzewo-Zalesie

Weitere Orte der Gemeinde sind Grabniak, Gumowo-Dobki und Szulborze-Koty.